# Le Cantinier de la coloniale
Pour plus de détails, voir Fiche technique et Distribution.
Le Cantinier de la coloniale est un film français réalisé par Henry Wulschleger et sorti en 1937.

## Synopsis
Un modeste cantinier se retrouve  à la tête d'un héritage aussi élevé qu'inattendu. Il devra alors faire face à la jalousie de ses supérieurs, aux demandes incessantes de ses camarades et aussi aux avances d'un jeune marquis et d'un jeune comte qui désirent, par intérêt, épouser sa fille, elle-même amoureuse d'un avocat effectuant son service militaire.

## Fiche technique
- Titre : Le Cantinier de la coloniale
- Réalisation : Henry Wulschleger
- Scénario : Yves Mirande
- Photographie : René Colas
- Musique : Vincent Scotto
- Montage : Jean Pouzet
- Décors : Lucien Carré
- Société de production :  Union des Distributeurs Indépendants
- Pays :  France
- Format : Noir et blanc - 1,37:1 - 35 mm  - Son mono
- Genre : Comédie
- Durée : 106 minutes
- Date de sortie : France : 9 juillet 1937

## Distribution
- Bach : Piéchu
- Thérèse Dorny : Mme Piéchu
- Yvette Lebon : Lucie Piéchu
- Saturnin Fabre : le capitaine
- Marguerite Templey : la marquise
- Rellys : Croquebol
- Pierre Tichaldel (crédité "Tichadel") : Tréblard
- Géo Tréville : le comte
- Georges Prieur : le marquis
- Line Dariel : Zulma, la cuisinière
- Léopold Simons (crédité "Simons") : Alphonse Boivin
- Pierre Feuillère : le jeune marquis
- Gilbert Gil: l'avocat
- Pierre Magnier : le colonel
- Claude Marty : l'adjudant
- Marguerite de Morlaye (créditée "Mme de Morlaye") : la comtesse
- Pierre Athon : le sergent
- Saint-Allier : le sergent-major
- René Lacourt (crédité "Lacourt") : le caporal
- Albert Broquin (crédité "Broquin") : Bardenave
- Roger Legris (crédité "Legris") : le jeune comte
- Léonce Corne : le notaire
- André Numès fils (crédité "Numès fils") : le garçon de cantine
- Robert Moor : l'américain
- Paul Gury : le chef de musique
- Jean Nérys : le sous-chef de musique